# Pool of Happiness
Pool of Happiness från 2008 är det andra studioalbumet av Anders Widmark och Sara Isaksson.

## Låtlista
1. Laughter Comes after Rain (Anders Widmark/Hans Widmark) – 3:21
2. This Space is Vacant (Anders Widmark/Keith Reid) – 3:54
3. Pool of Happiness (Anders Widmark/Andreas Lindahl) – 3:05
4. Just One Breath (Anders Widmark/David Mel Paul) – 3:58
5. Procession (Anders Widmark/David Mel Paul) – 1:41
6. What Difference Does it Make (Anders Widmark/Steve Dobrogosz) – 3:46
7. Josephine Sans Soucis (Anders Widmark/Maria Wande) – 2:54
8. Change of Heart (Anders Widmark/Steve Dobrogosz) – 3:33
9. How Can I Win (Anders Widmark/Keith Reid) – 4:39
10. I Want You to Know (Anders Widmark/Steve Dobrogosz) – 3:27
11. I Wish I Were a Wizard (Anders Widmark) – 3:11

## Medverkande
- Anders Widmark – piano
- Sara Isaksson – sång
- Marcus Lewin – trummor

## Mottagande
Skivan fick ett blandat mottagande när den kom ut med ett snitt på 3,4/5 baserat på 13 recensioner.

## Listplaceringar
| Lista (2008) | Topplacering |
| ------------ | ------------ |
| Sverige      | 6            |